# Kristen Nygaard
Kristen Nygaard (27. august 1926 – 10. august 2002) var en norsk matematiker, datalog og politiker. Nygaard opfandt sammen med Ole-Johan Dahl objektorienteret programmering og programmeringssproget Simula i 1960'erne.